# Симадзу Нариакира
Симадзу Нариакира (яп. 島津 斉彬, 28 апреля, 1809 – 24 августа, 1858) – японский феодальный правитель (даймё) периода Эдо, двадцать восьмой в линии правителей из рода Симадзу в княжестве Сацума. Он был известен как рассудительный и мудрый даймё, и интересовался рангаку и технологией. С мая 1863 года среди приверженцев синто почитается как ками Терукуни Даймёдзин (яп. 照国大明神).

## Ранняя жизнь и приход к власти
Симадзу Нариакира родился в поместье Сацума в период Эдо 28 апреля 1809 года. По матери он был потомком Датэ Масамунэ, Токугавы Иэясу и Оды Нобунаги. Он пришел к власти как даймё домена Сацума только после того, как пережил войну внутри своей собственной семьи и домена, известного как Оюра Содо или Такасаки Кузурэ .  Он столкнулся с большим сопротивлением в Сацума, поскольку провел большую часть своей жизни в Эдо (и обязательное требование как наследник даймё, установленное сёгунатом); как таковой он считался чужаком в своем собственном домене. В своем стремлении подготовить Сацума к потенциальной западной агрессии он также столкнулся со многими противостоящими военными школами мысли в Сацума, которые не соглашались с планом семьи Симадзу по укреплению береговой обороны.
Нариакира не сходился во взглядах со своим отцом, Симадзу Нариоки, или главным советником своего отца, Дзусё Хиросато. Нариоки и Дзусё с опаской относились к сёгунату Токугава.  Дзусё также видел много общего у Нариакира и его деда, Сигэхидэ. Сигэхидэ также проявлял большой интерес к голландским исследованиям, а также к научным и промышленным проектам, что быстро привело к ухудшению финансового положения княжества. Так усердно работая над восстановлением и укреплением казны Сацумы, Дзусё не поощрял амбициозную и дорогостоящую программу Нариакира по наращиванию военной мощи.  Взаимное презрение и недоверие Нариоки и Дзусё к Нариакира привело к тому, что они попытались изолировать Нариакира от дел Сацума, что подразумевало сокрытие или полное прекращение потока информации из всех источников относительно должностных лиц Сацума или их отношений с сёгунатом. 